# Epizeuxis
În retorică, termenul epizeuxis sau epizeuxă, de origine greacă, denumește o figură de stil care constă în repetarea succesivă o dată sau de mai multe ori a unui cuvânt sau a unei sintagme în aceeași propoziție, având o funcție stilistică superlativă sau intensivă. Este prezentă nu numai în literatura artistică, ci și în limba vorbită vehementă.
Se pot repeta cuvinte aparținând la diferite părți de vorbire. Exemple:
- adverb:

fr  C’est très très peu „E foarte foarte puțin”;
en  Prices just keep going up up up „Prețurile tot urcă sus, sus, sus”;
hu  Oly messze, messze, messze már, / Hol az öröm s madár se jár lit. „Atât de departe, departe, departe, / Unde nici bucurie, nici păsări nu merg” (Gyula Juhász);
- verb:

ro  Mircea însuși mână-n luptă vijelia-ngrozitoare / Care vine, vine, vine, calcă totul în picioare (Mihai Eminescu);
en  Let’s get out there and win win win! „Hai să ieșim acolo și să învingem, învingem, învingem!”;
hu  Testamentumot, szörnyűt, írni, / És sírni, sírni, sírni, sírni lit. „A scrie un testament îngrozitor / Și a plânge, plânge, plânge, plânge” (Endre Ady)
- substantiv:

en  All Sandy thinks about is sex sex sex! „Sandy se gândește numai la sex sex sex!”;
hu  Fegyver, fegyver, fegyver kévántatik, és jó vitézi resolutio! lit. „Arme, arme, arme sunt dorite, și bună hotărâre vitejească! (Miklós Zrínyi);
- pronume:

en  All you think about is you you you „Numai la tine, tine, tine te gândești”;
- adjectiv:

en  You are sick sick sick „Ești bolnav(ă), bolnav(ă), bolnav(ă)”.
Se întâlnește și repetarea de:
- nume proprii: ro  Enigel, Enigel, / Ți-am adus dulceață, iacă (Ion Barbu);
- sintagme: Păreri de rău, păreri de rău – / Stigmate vechi, cicatrizate (Ion Minulescu)[1];
- propoziții scurte: hu  Nem tudom, nem tudom, nem tudom, mit csináljak „Nu știu, nu știu, nu știu ce să fac”[3].

În lingvistica de limbă engleză este tratată și ceea ce se numește contrastive focus reduplication „reduplicare de accentuare constrastivă”, care de asemenea poate fi a mai multor părți de vorbire:
I’ll make the tuna salad, and you make the SALAD–salad „Eu fac salata de ton, iar tu faci salata SALATĂ” (subînțeles „salata verde”);
My car isn’t MINE–mine; it’s my parents’ „Mașina nu e chiar A MEA; este a părinților mei”;
Are you LEAVING–leaving? „Chiar pleci de tot?” (subînțeles „sau numai ieși puțin?”).